# Musée des Beaux-Arts de Bordeaux
Musée des Beaux-Arts de Bordeaux är ett konstmuseum i Bordeaux. Museet öppnade år 1801 och merparten av samlingarna utgörs av målningar utförda från 1400- till 1900-tal men det förekommer även skulpturer och annan grafisk konst.

## Lokaler
Museet är inhyst i två lokaler: själva museet med permanenta utställningar i hörnet mellan Cours d'Albret och Rue Elisée Reclus och galleriet med temporära utställningar vid Place du Colonel-Raynal tvåhundra meter norrut.

## Konst i urval

### Italienskt 1400- och 1500-tal

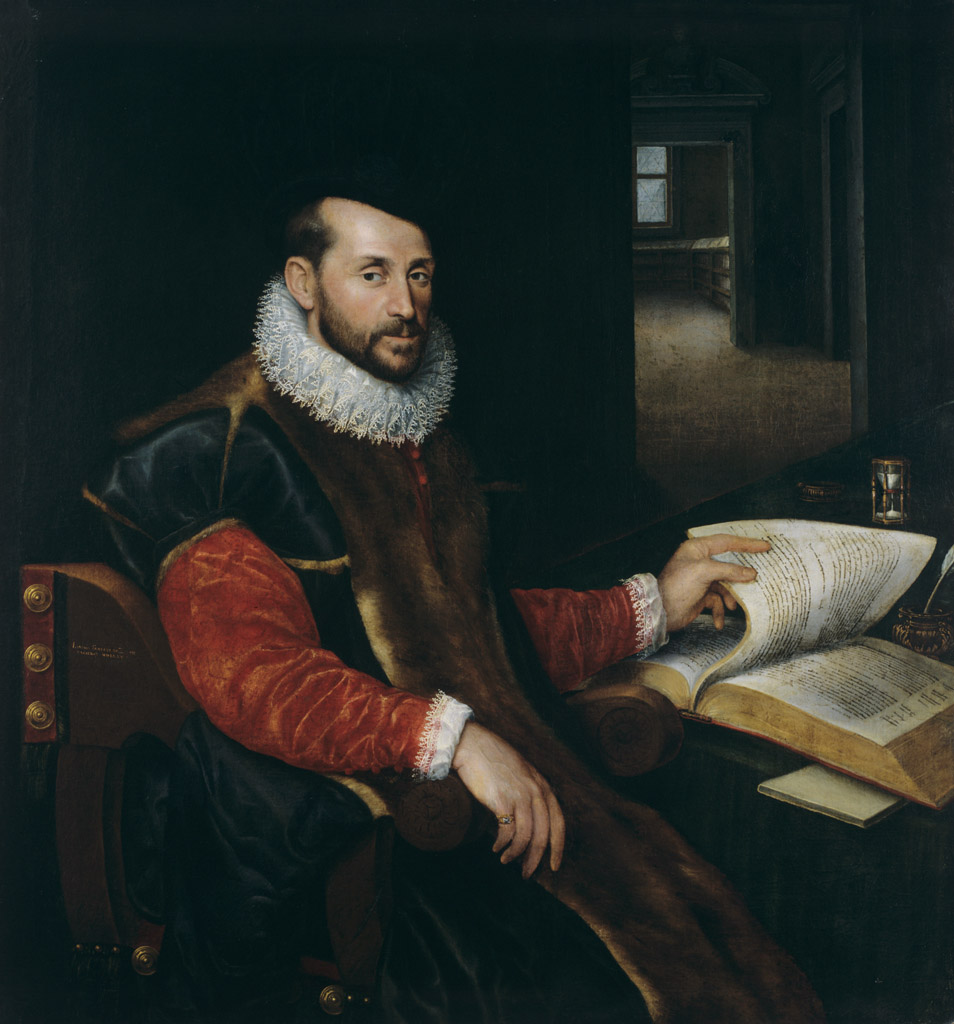
Lavinia Fontana, Portrait d’homme assis feuilletant un livre även känd som Porträtt av senator Orsini, cirka 1577-1578.

Den italienska samlingen byggde på de två första statsbidragen till museet 1803 och 1805.
- Perugino, Jungfru Maria och Barnet med de heliga Hieronymus och Augustinus
- Palma il Vecchio, Porträtt av man med brev och handske, omkring 1515–1525
- Tizian, Tarquinius et Lucrezia, omkring 1570–1571
- Giuseppe Porta, Kristus och äktenskapsbryterskan
- Giorgio Vasaris ateljé, Den heliga Familjen med Johannes Döparen och Franciskus av Assisi
- Paolo Veronese, Den heliga Familjen med den heliga Dorotea
- Lavinia Fontana, Porträtt av senator Orsini, omkring 1577–1578.

### Europeiskt 1400- och 1500-tal

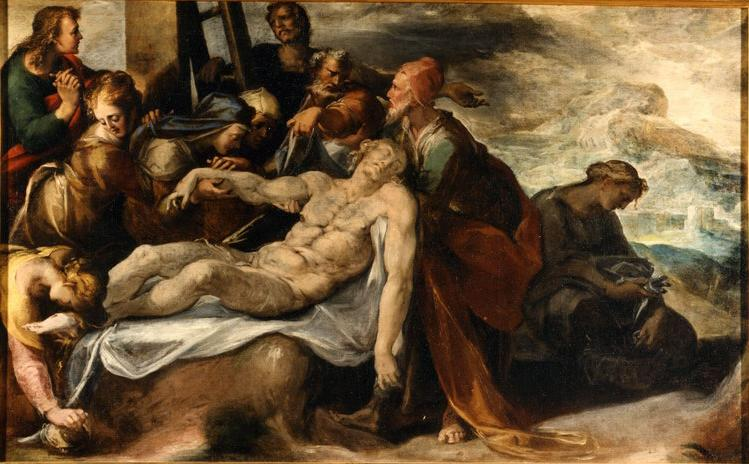
Hans von Aachen, Korsnedtagandet.

- Hans Clot, Pietà, 1469
- Anonym flamländare, Bebådelsen
- Hans von Aachen, Korsnedtagandet

### Caravaggio-målningar (1600-tal)

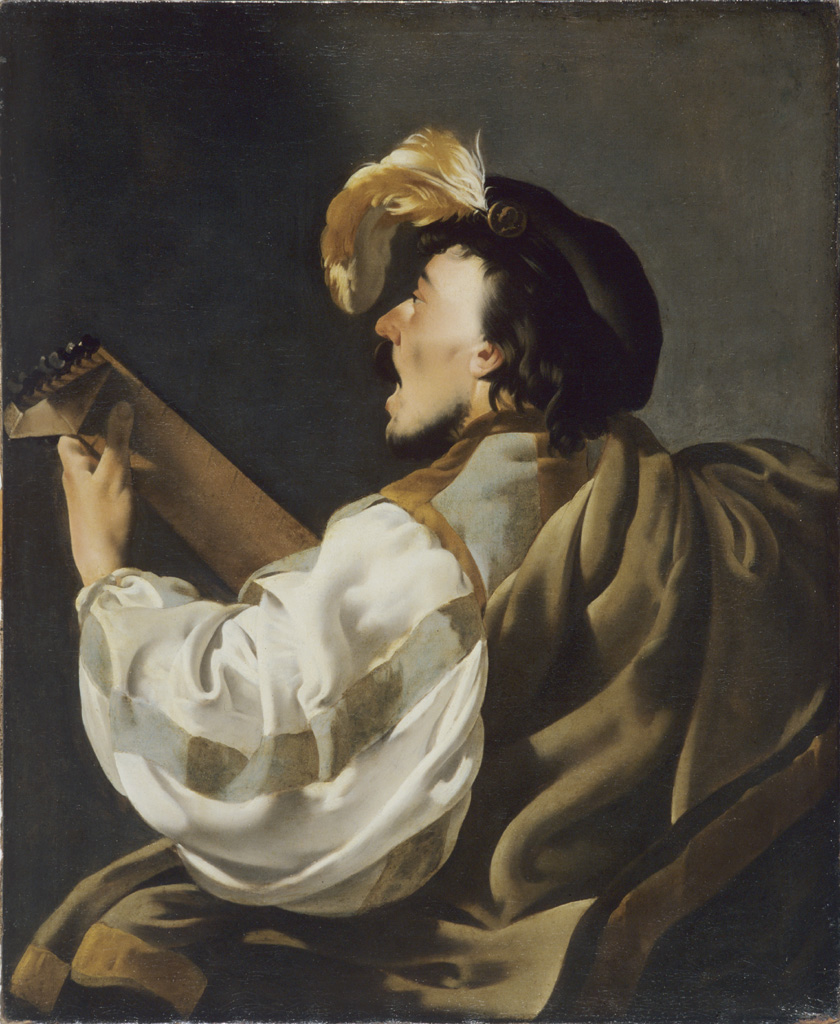
Hendrick Terbrugghen, Sångare som spelar luta.

- Giuseppe Vermiglio (eventuellt), Den helige Markus skriver på den helige Petrus diktamen
- Hendrick ter Brugghen, Sångare som spelar luta, 1624
- Aubin Vouet, David håller Goliats huvud
- Giovanni Do, En lärare och hans elev
- Luca Giordano, Gräl mellan filosofer och Gräl mellan teologer
- Maître à la chandelle, Sankt Sebastian vårdas av Irène
- Maître de l’annonce aux bergers, Byst av läsande profet, tidigt 1600-tal

### Flamländskt 1600-tal

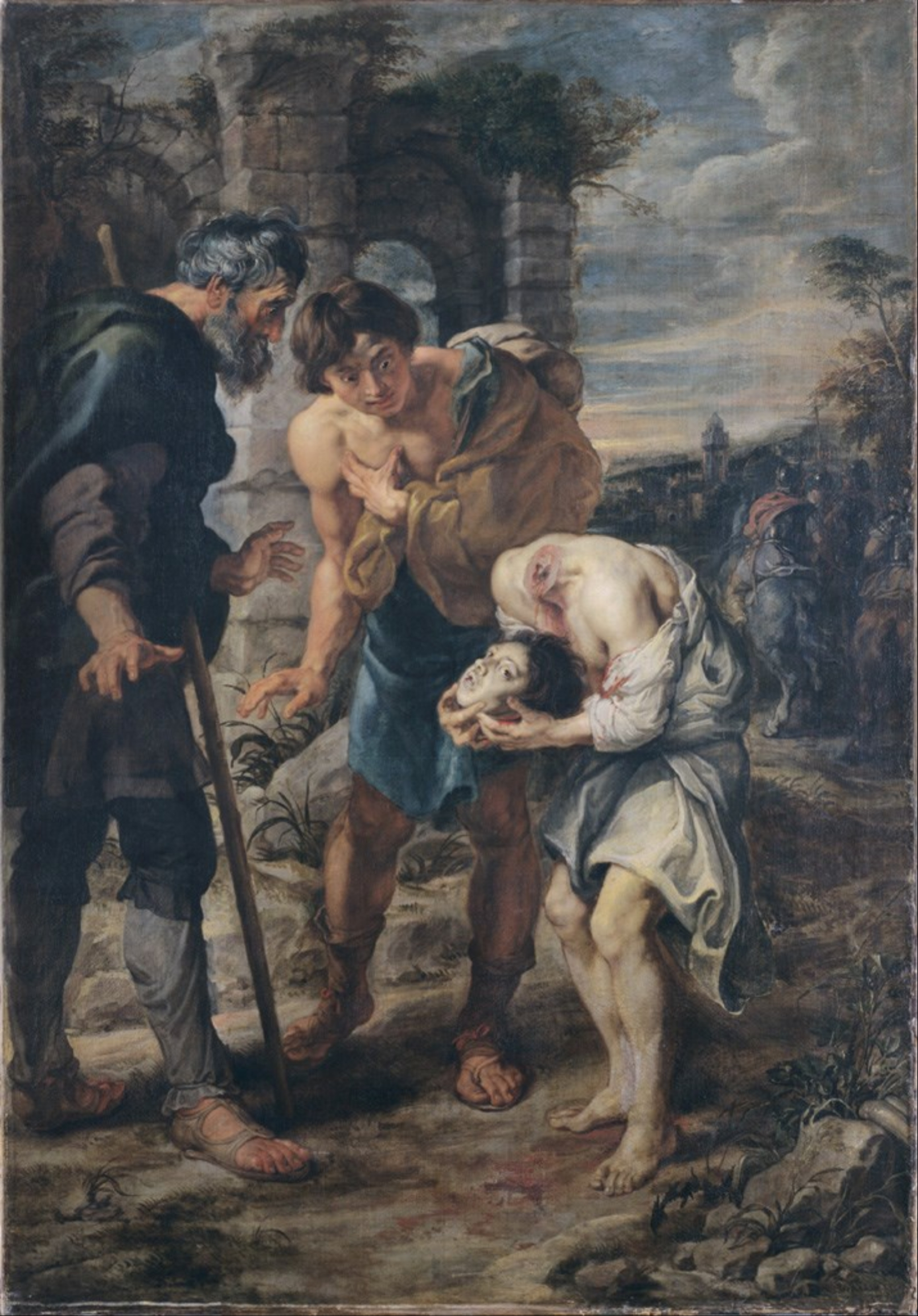
Peter Paul Rubens, Le Miracle de saint Just, omkring 1629.

Den flamländska skolan har representerats sedan starten och representeras av bland annat Van Veen, Rubens och Anthonis van Dyck och några av deras efterföljare: Boeckhorts, van Boucle, Coosemans eller Diepenbeeck. Exempel ur samlingen:
- Joos II de Momper, den yngre, Paysage de montagne
- Jan Brueghel den äldre, Bröllopsdans, omkring 1600
- Peter Paul Rubens, Den helige Justus mirakel, omkring 1629 men före 1637
- Peter Paul Rubens, Den heliga Georgs martyrium, omkring 1615
- Anthonis van Dyck, Maria de Medici, 1631